# Gesetz über Hilfen für psychisch Kranke und Schutzmaßnahmen des Landes Sachsen-Anhalt
Das Gesetz über Hilfen und Schutzmaßnahmen für Personen mit einer psychischen Erkrankung des Landes Sachsen-Anhalt (PsychKG LSA) ist ein Landesgesetz in Sachsen-Anhalt. 
Das Gesetz regelt
1. Hilfen für Personen, die an einer Psychose, Suchtkrankheit, einer anderen krankhaften seelischen oder geistigen Störung oder an einer seelischen oder geistigen Behinderung leiden oder gelitten haben, oder bei denen Anzeichen einer solchen Krankheit, Störung oder Behinderung vorliegen;
2. Schutzmaßnahmen bis hin zu Unterbringung für Personen, die an einer Krankheit, Störung oder Behinderung im Sinne der Nummer 1 leiden.

2015 wurde eine Gesetzesnovelle in den Landtag eingebracht, aber nicht verabschiedet.